# うえたに夫婦
うえたに夫婦（うえたにふうふ）とは、理系イラストレーター、作家、絵本作家のリアル夫婦ユニットである。名字は名前の通り上谷。これだと「かみたに」や「かみや」と読み間違えられるためわかりやすいようひらがなにした。奈良県出身で、神奈川県小田原市在住。

## 人物

### 夫
ペンネームはげるお。妻と中学校が同じ。長身であり、作家としての活動を始める前は資生堂の研究員だった。2人の中では、主に
- ビーカーくんのイラスト制作
- イベントでの設営作業

をしている。
絵が得意なので、中学校では美術部だった。大学や大学院での研究テーマは髪の毛の染色についてで、それもあって資生堂の研究員だった。

### 妻
体育会系で、元観光バスガイド。最終学歴は高校。座右の銘は「雑草魂」。2人の中では、
- Twitterやブログ更新
- グッズ制作
- イラストの着色

をしている。

## 著書
- 「ビーカーくんとそのなかまたち」シリーズ（誠文堂新光社、2016年～）
- ビーカーくんと放課後の理科室（仮説社、2017年4月）
- ピカピカヒーローせっけんくん（PHP研究所、2017年10月）
- 中学理科がちゃっかり学べるゆる4コマ教室（学研プラス、2018年7月）
- ザ☆単位のマンガ メートルくんたちが教える単位の話（大和書房、2018年7月）
- なぜなぜ？かいけつルーペくん（パイインターナショナル、 2019年3月）[4]
- マンガと図鑑でわかる面白い！わかる元素の本（大和書房、2020年7月）

## 法人
「合同会社うえたに」が法人化している。